# Giro del Delfinato 2004
Il Giro del Delfinato 2004, cinquantaseiesima edizione della corsa, si svolse dal 6 al 13 giugno su un percorso di 1112 km ripartiti in 7 tappe più un cronoprologo, con partenza da Megève e arrivo a Grenoble. Fu vinto dallo spagnolo Iban Mayo della Euskaltel-Euskadi davanti allo statunitense Tyler Hamilton e allo spagnolo Óscar Sevilla.

## Tappe
| Tappa  | Data      | Percorso                                  | km   | Vincitore di tappa     | Leader cl. generale    |
| ------ | --------- | ----------------------------------------- | ---- | ---------------------- | ---------------------- |
| Prol.  | 6 giugno  | Megève > Megève (cron. individuale)       | 5,4  | Iban Mayo              | Iban Mayo              |
| 1ª     | 7 giugno  | Megève > Bron                             | 231  | Thor Hushovd           | Iban Mayo              |
| 2ª     | 8 giugno  | Bron > Saint-Étienne                      | 181  | José Enrique Gutiérrez | José Enrique Gutiérrez |
| 3ª     | 9 giugno  | Saint-Étienne > Aubenas                   | 180  | Nicolas Portal         | José Enrique Gutiérrez |
| 4ª     | 10 giugno | Bédoin > Mont Ventoux (cron. individuale) | 21,6 | Iban Mayo              | Iban Mayo              |
| 5ª     | 11 giugno | Bollène > Sisteron                        | 149  | Stuart O'Grady         | Iban Mayo              |
| 6ª     | 12 giugno | Gap > Grenoble                            | 144  | Michael Rasmussen      | Iban Mayo              |
| 7ª     | 13 giugno | Grenoble > Grenoble                       | 200  | Stuart O'Grady         | Iban Mayo              |
| Totale | Totale    | Totale                                    | 1112 |                        |                        |

## Dettagli delle tappe

### Prologo
- 6 giugno: Megève > Megève (cron. individuale) – 5,4 km

| Pos. | Corridore       | Squadra   | Tempo |
| ---- | --------------- | --------- | ----- |
| 1    | Iban Mayo       | Euskaltel | 7'51" |
| 2    | Tyler Hamilton  | Phonak    | s.t.  |
| 3    | Lance Armstrong | US Postal | a 1"  |

| Pos. | Corridore       | Squadra   | Tempo |
| ---- | --------------- | --------- | ----- |
| 1    | Iban Mayo       | Euskaltel | 7'52" |
| 2    | Tyler Hamilton  | Phonak    | a 1"  |
| 3    | Lance Armstrong | US Postal | s.t.  |

### 1ª tappa
- 7 giugno: Megève > Bron – 231 km

| Pos. | Corridore       | Squadra     | Tempo    |
| ---- | --------------- | ----------- | -------- |
| 1    | Thor Hushovd    | Crédit Agr. | 6h03'47" |
| 2    | Stuart O'Grady  | Cofidis     | s.t.     |
| 3    | Samuel Dumoulin | AG2R        | s.t.     |

| Pos. | Corridore       | Squadra   | Tempo    |
| ---- | --------------- | --------- | -------- |
| 1    | Iban Mayo       | Euskaltel | 6h11'38" |
| 2    | Tyler Hamilton  | Phonak    | a 1"     |
| 3    | Lance Armstrong | US Postal | a 2"     |

### 2ª tappa
- 8 giugno: Bron > Saint-Étienne – 181 km

| Pos. | Corridore              | Squadra | Tempo    |
| ---- | ---------------------- | ------- | -------- |
| 1    | José Enrique Gutiérrez | Phonak  | 4h36'44" |
| 2    | Cyril Dessel           | Phonak  | a 7"     |
| 3    | Stuart O'Grady         | Cofidis | s.t.     |

| Pos. | Corridore              | Squadra   | Tempo     |
| ---- | ---------------------- | --------- | --------- |
| 1    | José Enrique Gutiérrez | Phonak    | 10h48'21" |
| 2    | Iban Mayo              | Euskaltel | a 8"      |
| 3    | Tyler Hamilton         | Phonak    | a 9"      |

### 3ª tappa
- 9 giugno: Saint-Étienne > Aubenas – 180 km

| Pos. | Corridore      | Squadra   | Tempo    |
| ---- | -------------- | --------- | -------- |
| 1    | Nicolas Portal | AG2R      | 4h41'42" |
| 2    | Janek Tombak   | Cofidis   | a 51"    |
| 3    | Iker Flores    | Euskaltel | s.t.     |

| Pos. | Corridore              | Squadra   | Tempo     |
| ---- | ---------------------- | --------- | --------- |
| 1    | José Enrique Gutiérrez | Phonak    | 15h31'52" |
| 2    | Iban Mayo              | Euskaltel | a 8"      |
| 3    | Tyler Hamilton         | Phonak    | a 9"      |

### 4ª tappa
- 10 giugno: Bédoin > Mont Ventoux (cron. individuale) – 21,6 km

| Pos. | Corridore      | Squadra   | Tempo   |
| ---- | -------------- | --------- | ------- |
| 1    | Iban Mayo      | Euskaltel | 55'51"  |
| 2    | Tyler Hamilton | Phonak    | a 38"   |
| 3    | Óscar Sevilla  | Phonak    | a 1'03" |

| Pos. | Corridore      | Squadra   | Tempo     |
| ---- | -------------- | --------- | --------- |
| 1    | Iban Mayo      | Euskaltel | 16h27'51" |
| 2    | Tyler Hamilton | Phonak    | a 36"     |
| 3    | Óscar Sevilla  | Phonak    | a 1'14"   |

### 5ª tappa
- 11 giugno: Bollène > Sisteron – 149 km

| Pos. | Corridore       | Squadra   | Tempo    |
| ---- | --------------- | --------- | -------- |
| 1    | Stuart O'Grady  | Cofidis   | 3h13'21" |
| 2    | George Hincapie | US Postal | s.t.     |
| 3    | Baden Cooke     | FDJ       | a 1'33"  |

| Pos. | Corridore      | Squadra   | Tempo     |
| ---- | -------------- | --------- | --------- |
| 1    | Iban Mayo      | Euskaltel | 19h47'24" |
| 2    | Tyler Hamilton | Phonak    | a 36"     |
| 3    | Óscar Sevilla  | Phonak    | a 1'14"   |

### 6ª tappa
- 12 giugno: Gap > Grenoble – 144 km

| Pos. | Corridore         | Squadra    | Tempo    |
| ---- | ----------------- | ---------- | -------- |
| 1    | Michael Rasmussen | Rabobank   | 4h04'44" |
| 2    | Ivan Basso        | CSC        | a 5'20"  |
| 3    | Thomas Voeckler   | Boulangère | a 6'43"  |

| Pos. | Corridore      | Squadra   | Tempo     |
| ---- | -------------- | --------- | --------- |
| 1    | Iban Mayo      | Euskaltel | 23h58'51" |
| 2    | Tyler Hamilton | Phonak    | a 31"     |
| 3    | Óscar Sevilla  | Phonak    | a 1'14"   |

### 7ª tappa
- 13 giugno: Grenoble > Grenoble – 200 km

| Pos. | Corridore      | Squadra    | Tempo    |
| ---- | -------------- | ---------- | -------- |
| 1    | Stuart O'Grady | Cofidis    | 5h21'40" |
| 2    | Sandy Casar    | FDJ        | a 19"    |
| 3    | Pedro Horrillo | Quick Step | a 3'14"  |

| Pos. | Corridore      | Squadra   | Tempo     |
| ---- | -------------- | --------- | --------- |
| 1    | Iban Mayo      | Euskaltel | 29h27'15" |
| 2    | Tyler Hamilton | Phonak    | a 26"     |
| 3    | Óscar Sevilla  | Phonak    | a 1'14"   |

## Classifiche finali

### Classifica generale
| Pos. | Corridore              | Squadra    | Tempo     |
| ---- | ---------------------- | ---------- | --------- |
| 1    | Iban Mayo              | Euskaltel  | 29h27'15" |
| 2    | Tyler Hamilton         | Phonak     | a 26"     |
| 3    | Óscar Sevilla          | Phonak     | a 1'14"   |
| 4    | Lance Armstrong        | US Postal  | a 2'00"   |
| 5    | Juan Miguel Mercado    | Quick Step | a 2'32"   |
| 6    | José Enrique Gutiérrez | Phonak     | a 2'36"   |
| 7    | Michael Rasmussen      | Rabobank   | a 2'39"   |
| 8    | Levi Leipheimer        | Rabobank   | a 3'33"   |
| 9    | Óscar Pereiro          | Phonak     | a 3'58"   |
| 10   | Iñigo Landaluze        | Euskaltel  | a 4'02"   |